# Vajas con Dios, Gringo
Vajas con Dios, Gringo ist ein Italowestern von Edoardo Mulargia aus dem Jahr 1966. Der Film wurde im deutschsprachigen Raum nicht aufgeführt und wird oftmals unter dem (nach den Regeln korrekt geschriebenen) Titel Vayas con Dios, Gringo geführt. Der tatsächliche Titel in Spanien lautete Vete con Dios, gringo.

## Handlung
Der Outlaw Mexico und fünf weitere Männer der Bande von „The Criss“ können aus dem Gefängnis entkommen; unter ihnen befindet sich der junge Gringo, der wegen Mordes an seinem Bruder einsitzt, jedoch unschuldig ist. Die Gruppe erreicht eine Stadt, in der gerade Karneval gefeiert wird. Als sie trotzdem erkannt werden, nehmen sie die Tänzerin Carmen als Geisel. Auf der weiteren Flucht setzt Gringo sich für das Mädchen ein und wird deshalb in der Wüste allein zurückgelassen.
Er überlebt und nimmt die Spur der Männer auf, die mittlerweile einen Postraub mit etlichen Morden auf dem Gewissen haben. Während seiner Suche gelingt es ihm auch, den wahren Mörder seines Bruders zu finden und liefert am Ende diesen mit den von ihm noch überwundenen Banditen bei den Behörden ab. Er kassiert die Kopfgelder und reitet mit Carmen davon.

## Kritik
Christian Keßler in seinem Buch über die Werke des Genres: „Der Film ist schnörkellos, simpel und ganz akzeptabel.“

## Bemerkungen
Der Film erhielt auch in Italien nur eine regionale Distribution und spielte die für die gerade in Blütezeit stehenden Western geringe Summe von 67 Mio. Lire ein.